# Lisa Lane
Marianne Elizabeth Lane Hickey, també coneguda com a Lisa Lane   (Filadèlfia, 25 d'abril de 1933 - Carmel, 28 de febrer de 2024) fou una jugadora d'escacs nord-americana. Va ser la campiona d'escacs femenina dels EUA el 1959, però no va arribar a tenir el títol de Mestra d'escacs. Va aparèixer a la portada de Sports Illustrated a l'edició del 7 d'agost de 1961, convertint-se en la primera jugadora d'escacs a aparèixer a la portada d'aquesta revista (Bobby Fischer ho va fer el 1972).

## Inicis i carrera d'escacs
Nascuda a Filadèlfia, Lane no va conèixer mai el seu pare, que treballava de curtidor de cuir. Quan era petita, ella i la seva germana Evelyn vivien amb la seva àvia i diversos veïns mentre la seva mare tenia dues feines. El 1957, mentre assistia a la Universitat de Temple, Lisa va colpejar i va matar una dona gran mentre conduïa el cotxe de la seva mare (Lane no va ser acusada); això, i el final d'una història d'amor, van posar Lane en una depressió.
En lloc de començar a jugar als escacs de petita, Lane va descobrir els escacs a la seva adolescència. Després d'invertir els seus estalvis restants en una llibreria de Filadèlfia, Lane va començar a jugar als escacs a cafeteries locals i "guanyant tota l'estona", va dir. Després d'entrenar amb el Mestre Attilio Di Camillo, Lane va guanyar el campionat femení de Filadèlfia el 1958 i va guanyar el seu primer campionat d'escacs femení dels Estats Units el 1959 als 21 anys, només dos anys després que comencés a practicar el joc. Va mantenir aquest títol fins al 1962, perdent-lo davant Gisela Kahn Gresser. Lane tenia una qualificació Elo de 2002, un nivell d'experts baix, a la Federació d'Escacs dels Estats Units a finals de 1961. El 1963, Lane va obrir el seu propi club d'escacs, The Queen's Pawn Chess Emporium a la ciutat de Nova York. El 1966, va compartir amb Gresser el títol de campiona femenina d'escacs dels Estats Units. Va competir al Torneig del Campionat del Món femení dues vegades, el 1962 (empat al lloc 12, de 17) i el 1965 (12 de 18).
Lane s'ha casat dues vegades: primer amb Walter Rich, un publicista de Filadèlfia i artista comercial, entre 1959 i 1961; després amb Neil Hickey, editor general de la Columbia Journalism Review, des de 1962. Tant la Lisa com el seu marit eren amics de Bobby Fischer i van ajudar Fischer en alguns articles d'escacs. (Malgrat la seva amistat amb ell, Fischer no va quedar impressionat amb les habilitats de joc d'escacs de Lane, ni de cap dona: "Totes són peixos. Lisa, podríeu dir, és el millor dels peixos americans").

## Vida posterior
Segons Jennifer Shahade, campiona d'escacs femenina dels Estats Units en dues ocasions (autora de Chess Bitch, un llibre sobre dones jugadores d'escacs), Lisa va abandonar el joc en part perquè estava molesta per ser identificada com a una jugadora d'escacs. "Ha de ser vergonyós, ser presentat constantment com a campió d'escacs a les festes".
En una entrevista del 2018 amb l'escriptora d'Sports Illustrated Emma Baccellieri, Lane va dir: "Vaig sentir que deixaria caure la idea dels escacs femenins si digués que no [a un home que la desafiava]", diu Lane. "Vaig sentir com si estigués treballant tot el temps... La idea que defensava el meu títol cada cop que m'asseia a jugar era una sensació desagradable, tot i que realment no el defensava. Simplement no podia posar en joc el títol de campiona femenina d'escacs cada vegada que m'asseia a jugar".
Sobre la seva fama, Hickey va dir a Shahade: "Suposo que era una bona còpia. No crec que les coses que vaig fer als escacs fa quaranta anys siguin les coses més importants de la meva vida".
A la dècada de 1970, Lane i el seu marit van obrir una botiga de regals anomenada Amber Waves of Grain (ara anomenada Earth Lore), a Pawling, Nova York.

## Aparicions a la televisió
Lane va aparèixer com a concursant a l'episodi del 31 de març de 1960 del programa de televisió To Tell the Truth. Els quatre membres del panell (Polly Bergen, Don Ameche, Kitty Carlisle i Tom Poston) van endevinar correctament la seva identitat. També va aparèixer com a concursant a l'episodi del 21 de maig de 1961 del programa de televisió What's My Line? i va sorprendre el panell (Dorothy Kilgallen, Arlene Francis, Bennett Cerf i Abe Burrows).